# リポビタンDツアー2024
リポビタンDツアー2024は、大正製薬が特別協賛して2024年に行われたラグビー日本代表の海外遠征である。10月から11月にかけてフランスからイギリスへ転戦し、フランス代表、ウルグアイ代表、イングランド代表と1試合ずつ行った。

## 概要
2024年10月30日から11月26日まで、ラグビー日本代表は以下のようにヨーロッパ遠征を行った。

### フランス代表戦
2024年4月8日に日本ラグビーフットボール協会は、2024年11月9日にフランスのパリ郊外サン＝ドニにあるスタッド・ド・フランスでフランス代表と対戦を行うと発表した。フランスとの対戦は1973年から13回行われ、日本代表は1分12敗となっている。

### ウルグアイ代表戦
11月9日のフランス代表戦と 24日のイギリス代表戦との間に、新たにウルグアイ代表戦を行うことが、2024年9月18日に日本ラグビーフットボール協会から発表された。11月16日にフランス南東部のシャンベリーで、トンガ代表対アメリカ合衆国代表との対戦もダブルヘッダーで行われる。

### イングランド代表戦
2024年1月25日、日本ラグビーフットボール協会は、イギリスロンドンでイングランド代表と対戦を行うと発表した。
日本代表は、6月22日に国立競技場（東京）でイングランド代表とテストマッチ（リポビタンDチャレンジカップ2024）を行うため、5か月ぶり年内2度目の対戦となる。
イングランド代表は、11月2日にニュージーランド戦、9日にオーストラリア戦、16日に南アフリカ戦、現地時間23日に日本戦と、11月は毎週テストマッチが続く。詳細は「2024年末のラグビーユニオン国際試合」を参照。

## 試合日程・結果
| 日時                                                   | ホーム                  | スコア         | アウエー        | 会場                                                          | 特記事項              | 備考                        |
| ------------------------------------------------------ | ----------------------- | -------------- | --------------- | ------------------------------------------------------------- | --------------------- | --------------------------- |
| 2024年10月30日 - 11月26日                              | ヨーロッパ遠征          | ヨーロッパ遠征 | ヨーロッパ遠征  | ヨーロッパ遠征                                                | ヨーロッパ遠征        | [ 1 ] [ 2 ]                 |
| 11月9日(土)21:10 CET (UTC+1) 10日(日)5:10 JET (UTC+9)  | フランス代表 （勝）     | 12-52          | 日本代表 （負） | スタッド・ド・フランス （フランス、パリ）                     | リポビタンDツアー2024 | [ 8 ] [ 9 ] [ 10 ] [ 11 ]   |
| 11月16日(土)14:30 CET (UTC+1) 22:30 JET (UTC+9)        | ウルグアイ代表 （負）   | 20-36          | 日本代表 （勝） | シャンベリー・サヴォワ・スタジアム （フランス、シャンベリー） | リポビタンDツアー2024 | [ 12 ] [ 13 ] [ 14 ] [ 15 ] |
| 11月24日(日)16:10 CET (UTC+1) 25日(月)1:10 JET (UTC+9) | イングランド代表 （勝） | 59-14          | 日本代表 （負） | トゥイッケナム・スタジアム （イギリス、ロンドン）             | リポビタンDツアー2024 | [ 16 ] [ 17 ] [ 18 ] [ 19 ] |

## 試合内容
「c」はクリアな状態でのトライ、「m」はモールからのトライ。

### フランス戦
| 2024年11月9日 21:10 CET (UTC+1) | フランス | 52-12                               | 日本                                                                                       | スタッド・ド・フランス, セーヌ＝サン＝ドニ県, フランス レフリー: Damian Schneider (アルゼンチン) |
| 2024年11月9日 21:10 CET (UTC+1) | トライ: ビエルビアレ 4'm,28'c ガイエトン 10'c ルマ 19'c モーヴァカ 34'm グロ 42'c ブドゥアン 54'c,75'c コンバート: ラモス (6/8) 11',20',29',43',55',66' | タイムライン 結果配信表 報道1 報道2 | トライ: 立川理道 50'c テビタ・タタフ61'm コンバート: 齋藤直人 (1/1) 11' 松永拓朗 (0/1) 62' | スタッド・ド・フランス, セーヌ＝サン＝ドニ県, フランス レフリー: Damian Schneider (アルゼンチン) |

- フランスのグレゴリー・アルドリットがテストマッチ50キャップ目。

### ウルグアイ戦
| 2024年11月16日 14:30 CET (UTC+1) | 日本 | 36-20                                        | ウルグアイ                                                                                          | シャンベリー・サヴォワ・スタジアム, シャンベリー, フランス レフリー: Christophe Ridley (イングランド) |
| 2024年11月16日 14:30 CET (UTC+1) | トライ: 姫野和樹 10' · 濱野隼大 32' · 下川甲嗣 36' · ジョネ・ナイカブラ 52' · ディラン・ライリー 78' · コンバート: 松永拓朗 (0/4) · 齋藤直人 (1/1) 79' · PK: 松永拓朗 (1/1) 26' · 齋藤直人 (2/3) 61',69' · 齋藤直人 39' · 20分ワーナー・ディアンズ 66' · | タイムライン 結果配信表 報道1 報道2 処分結果 | トライ: ディアナ 7' ビアンキ 44' コンバート: アルバレス (2/2) 8', 45' PK: アルバレス (2/2) 20', 40' | シャンベリー・サヴォワ・スタジアム, シャンベリー, フランス レフリー: Christophe Ridley (イングランド) |

- 2023年9月完成のシャンベリー・サヴォワ・スタジアムにおいて、初めてのテストマッチ。アメリカ合衆国対トンガ戦とのダブルヘッダーで開催された[20][21]。

### イングランド戦
| 2024年11月24日 16:10 GMT (UTC+0) | イングランド | 59-14                               | 日本                                                                    | アリアンツ・スタジアム, ロンドン, イングランド レフリー: Craig Evans (ウェールズ) |
| 2024年11月24日 16:10 GMT (UTC+0) | トライ: ベン・アール 9' サム・アンダーヒル 14' ジェイミー・ジョージ (2) 23',31' オリ—・スライトホーム 37' ジョージ・ファーバンク 54' ルーク・カウワンディッキー (2) 60',65' トム・ローバック 69' コンバート: マーカス・スミス (7/9) 10',15',24',32',38',66',70' | 結果配信表 タイムライン 報道1 報道2 | トライ: 齋藤直人 34' 姫野和樹 62' コンバート: 齋藤直人 34' 松永拓朗 63' | アリアンツ・スタジアム, ロンドン, イングランド レフリー: Craig Evans (ウェールズ) |